# Ceradenia congesta
Ceradenia congesta là một loài dương xỉ trong họ Polypodiaceae. Loài này được Copel. L.E. Bishop ex A.R. Sm. mô tả khoa học đầu tiên năm 1993.